# Gaertnera psychotrioides
Gaertnera psychotrioides är en måreväxtart som först beskrevs av Dc., och fick sitt nu gällande namn av John Gilbert Baker. Gaertnera psychotrioides ingår i släktet Gaertnera och familjen måreväxter. IUCN kategoriserar arten globalt som akut hotad.
Artens utbredningsområde är Mauritius. Inga underarter finns listade i Catalogue of Life.